# Carl Bernstein
Carl Bernstein (* 14. února 1944 Washington) je americký novinář a spisovatel. Proslul zejména roku 1972 odhalením skandálu týkajícího se nezákonných telefonních odposlechů ve prospěch prezidenta Nixona známého jako aféra Watergate.

## Život
Narodil se ve Washingtonu rodičům kteří zastávali komunistické názory; pro svoje přesvědčení byli v období vlády prezidenta Trumana nevybíravě pronásledováni FBI pod vedením Edgara Hoovera.
Od roku 1960 pracoval v deníku Washington Star kde byl zaměstnán po jedenáct let. Roku 1971 přešel do listu Washington Post kde spolu s Robertem Woodwardem začal pátrat po okolnostech souvisejícími s podezřeními která vedla k odhalení nezákonných telefonních odposlechů. Jejich zpráva popisující aféru byla zveřejněna 10. října 1972 a vstoupila do dějin pod názvem Watergate. Za tuto investigativní reportáž obdrželi společně roku 1973 Pullitzerovu cenu, získali světovou proslulost a značné finanční jmění.
Roku 1976 opustil list Washington Post a začal přispívat do různých novin a časopisů. V letech 1979 až 1984 působil jako vedoucí washingtonského sídla televize ABC. V této době se oženil se spisovatelkou a režisérkou Norou Ephron s níž se mu roku 1980 narodilo dítě. Současně však měl poměr s dcerou velvyslance Velké Británie; toto odhalení vyvolalo skandál, který byl později následován několika dalšími milostnými aférami. V novinářské profesi byl i později kritický k čelným představitelům USA včetně George Bushe. Kromě toho napsal přes desítku knih které se setkaly s velkým ohlasem.
Od roku 1992 se stal Bernstein profesorem na New York University. V současnosti pracuje jako komentátor televizní společnosti CNN. Od roku 2001 pracoval na knize Hillary Clinton, žena na pochodu, která vyšla roku 2008 a stala se bestsellerem.
O něm osobně byly natočeny dva filmy. Ve filmu Všichni prezidentovi muži jeho roli ztvárnil Dustin Hoffman; ve filmu Heartburn natočeného podle knihy od jeho bývalé ženy Nory Ephron hrál jeho roli Jack Nicholson.

## Dílo
- Seznam děl v Souborném katalogu ČR, jejichž autorem nebo tématem je Carl Bernstein
- Loyalties: a son's memoir (1989)
- Hillary Clinton, žena na pochodu (2008)